# Sứa

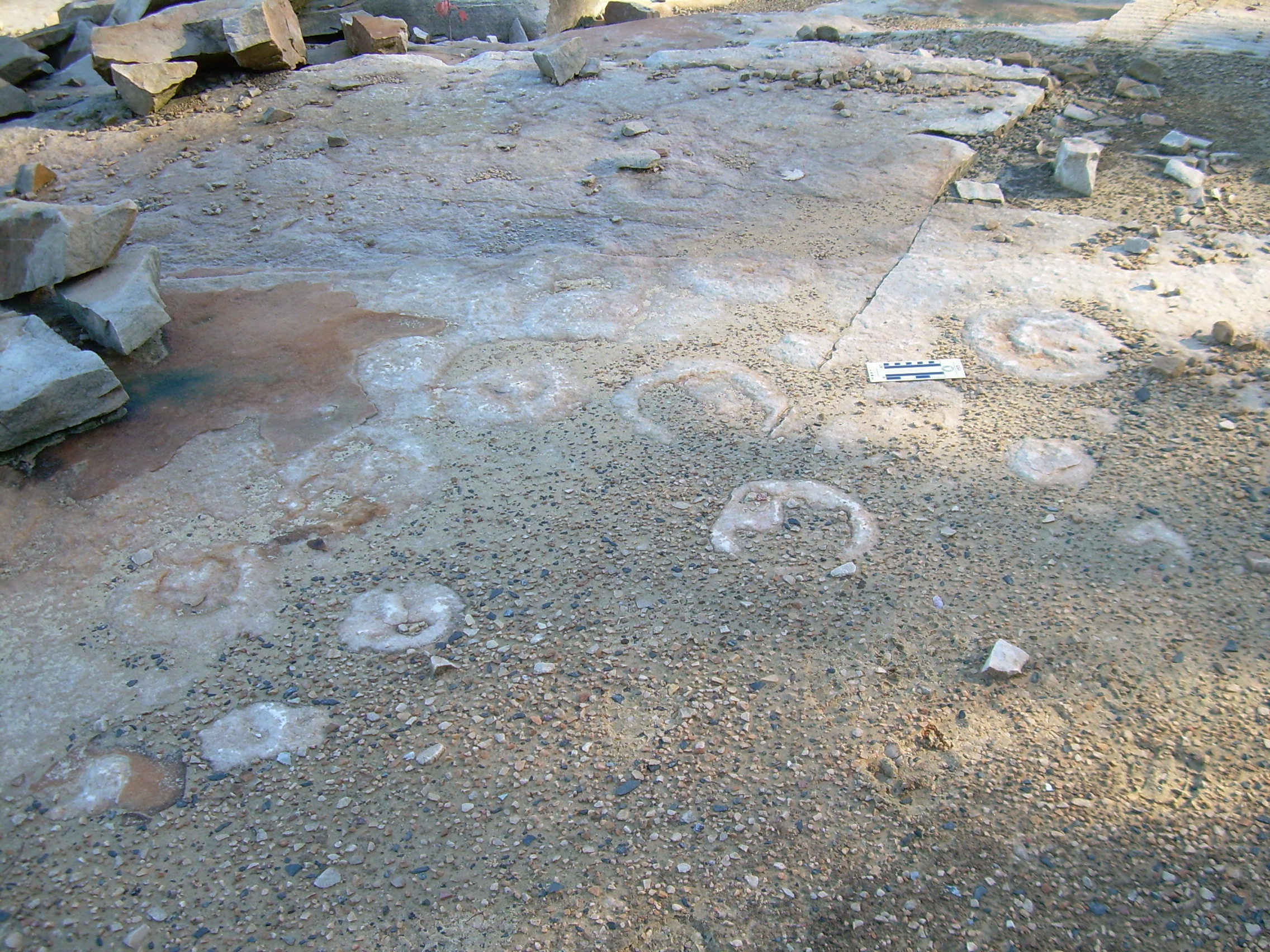
Sứa bị mắc cạn trên một bãi triều Cambri tại Đồi Blackberry, Wisconsin.

Sứa (lớp Scyphozoa) là những sinh vật biển không xương sống độc nhất của ngành Thích ty bào (Cnidaria). Chúng là những loài sứa thực sự. Lớp này có thể bao gồm nhóm hóa thạch tuyệt chủng Conulariida, có liên hệ không chắc chắn và đang được tranh luận rộng rãi.
Tên lớp Scyphozoa xuất phát từ tiếng Hy Lạp skyphos (ς), chỉ về một loại cốc uống và ám chỉ hình dạng cốc của loài sứa.
Chúng đã tồn tại từ đầu kỷ Cambri cho đến bây giờ. Sứa và thủy tức có cấu tạo chung giống nhau, nhưng sứa thích nghi với đời sống di chuyển ở biển. Khi di chuyển, sứa co bóp dù, đẩy nước qua lỗ miệng và tiến về phía ngược lại. Tua miệng một số loài sứa gây ngứa, có khi gây bỏng da. Sứa là một loài không có não, tim và xương.

## Phân loại
Mặc dù Scyphozoa trước đây được coi là bao gồm các động vật bây giờ được gọi là các lớp Cubozoa và Staurozoa, bây giờ chúng chỉ bao gồm ba bộ còn sinh tồn (hai trong số đó là trong Discomedusae, một phân lớp của Scyphozoa). Hiện tại có khoảng 200 loài còn tồn tại đã được công nhận, nhưng sự đa dạng thực sự có khả năng là ít nhất 400 loài.
Lớp Scyphozoa
- Phân lớp Coronamedusae

- Bộ Coronatae

- Họ Atollidae
- Họ Atorellidae
- Họ Linuchidae
- Họ Nausithoidae
- Họ Paraphyllinidae
- Họ Periphyllidae

- Phân lớp Discomedusae

- Bộ Rhizostomeae

- Phân bộ Daktyliophorae

- Họ Catostylidae
- Họ Lobonematidae
- Họ Lychnorhizidae
- Họ Rhizostomatidae
- Họ Stomolophidae

- Phân bộ Kolpophorae

- Họ Cassiopeidae
- Họ Cepheidae
- Họ Mastigiidae
- Họ Thysanostomatidae
- Họ Versurigidae

- Bộ Semaeostomeae

- Họ Cyaneidae
- Họ Drymonematidae
- Họ Pelagiidae
- Họ Phacellophoridae

Họ Ulmaridae

## Săn mồi
Sứa thông thường săn con mồi của chúng bằng xúc tu. Chúng cũng có các tế bào độc trong người chúng, và cũng hay tấn công người rất nhiều. Con mồi của sứa gồm: a; b; c;...

## Sứa trong ẩm thực
Một số loại sứa có thể được sử dụng làm các món ăn. Thông thường phần thân sứa được sơ chế bằng cách cắt, ngâm trong bể nước muối để giữ nước. Khi chế biến sứa được ngâm nước lạnh vài giờ cho nhạt bớt, và có thể sử dụng các món như bún sứa, nộm sứa. Tại Hà Nội, Việt Nam có những cửa hàng bán món sứa xắt miếng ăn với đậu phụ chiên vàng, dừa nạo, rau sống và chấm mắm tôm vắt chanh ớt.

## Hình ảnh

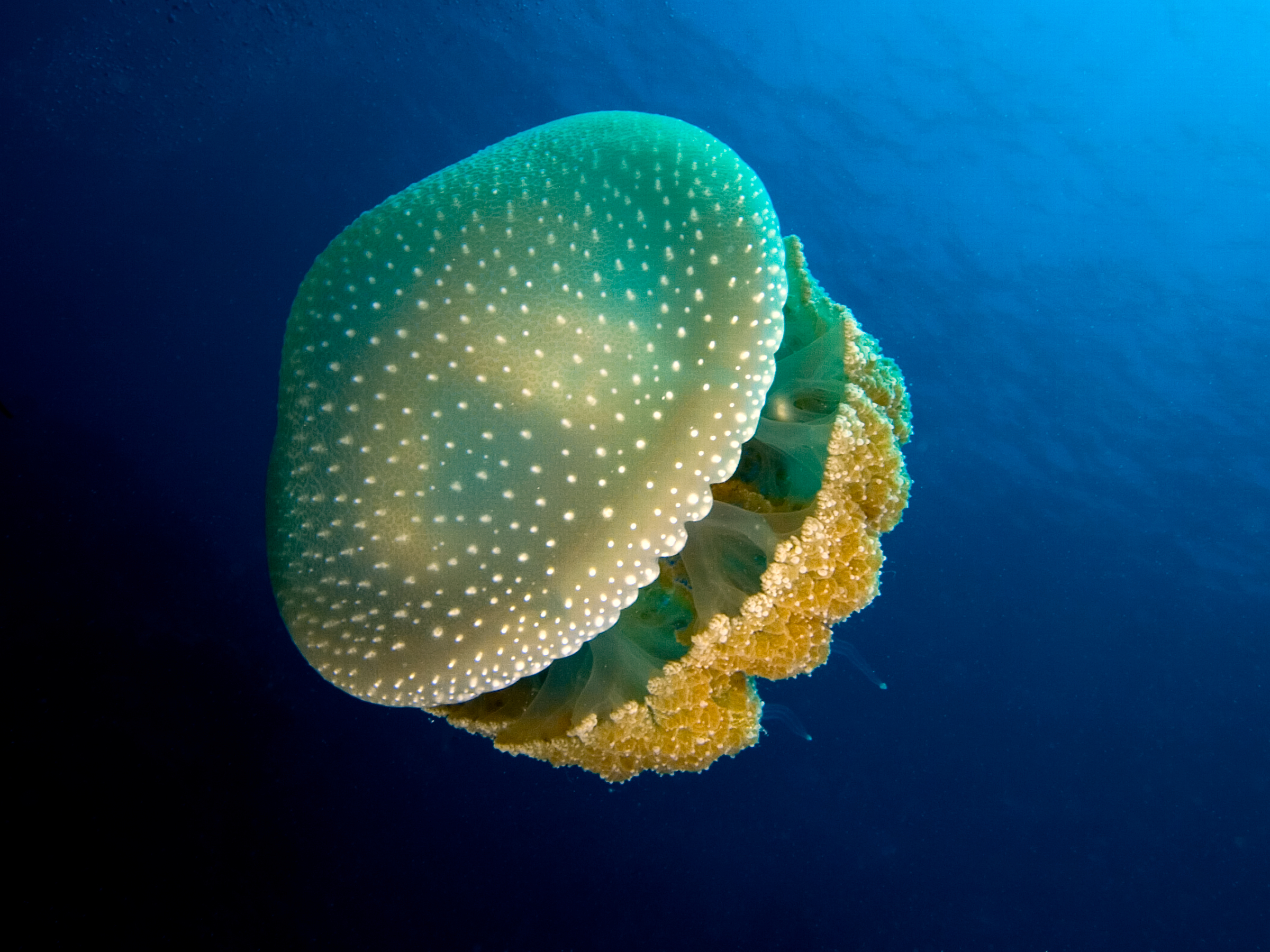
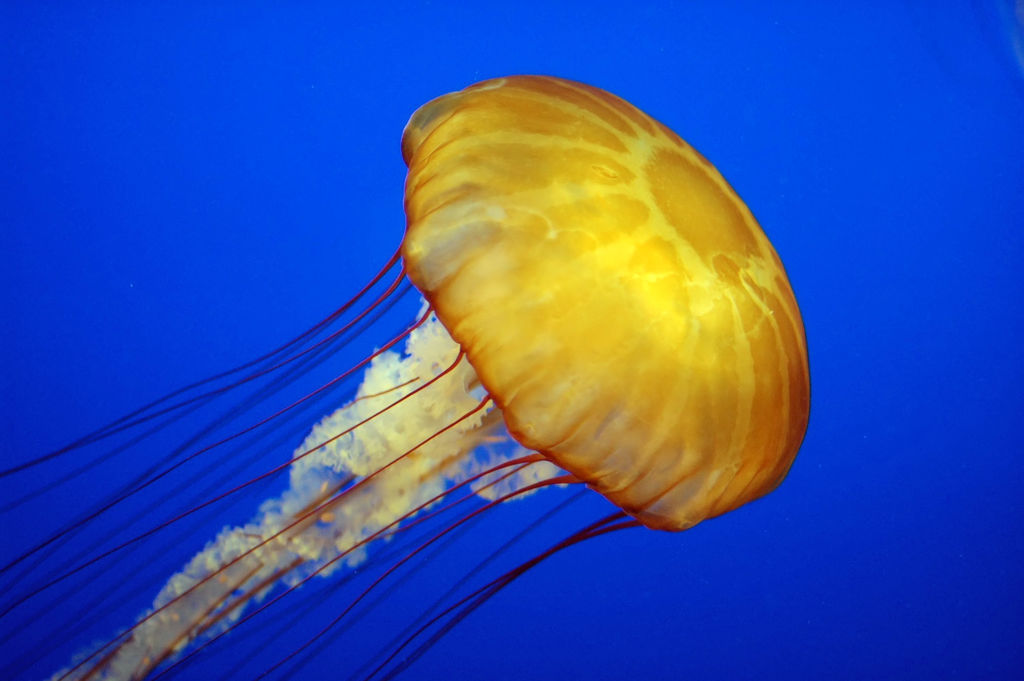
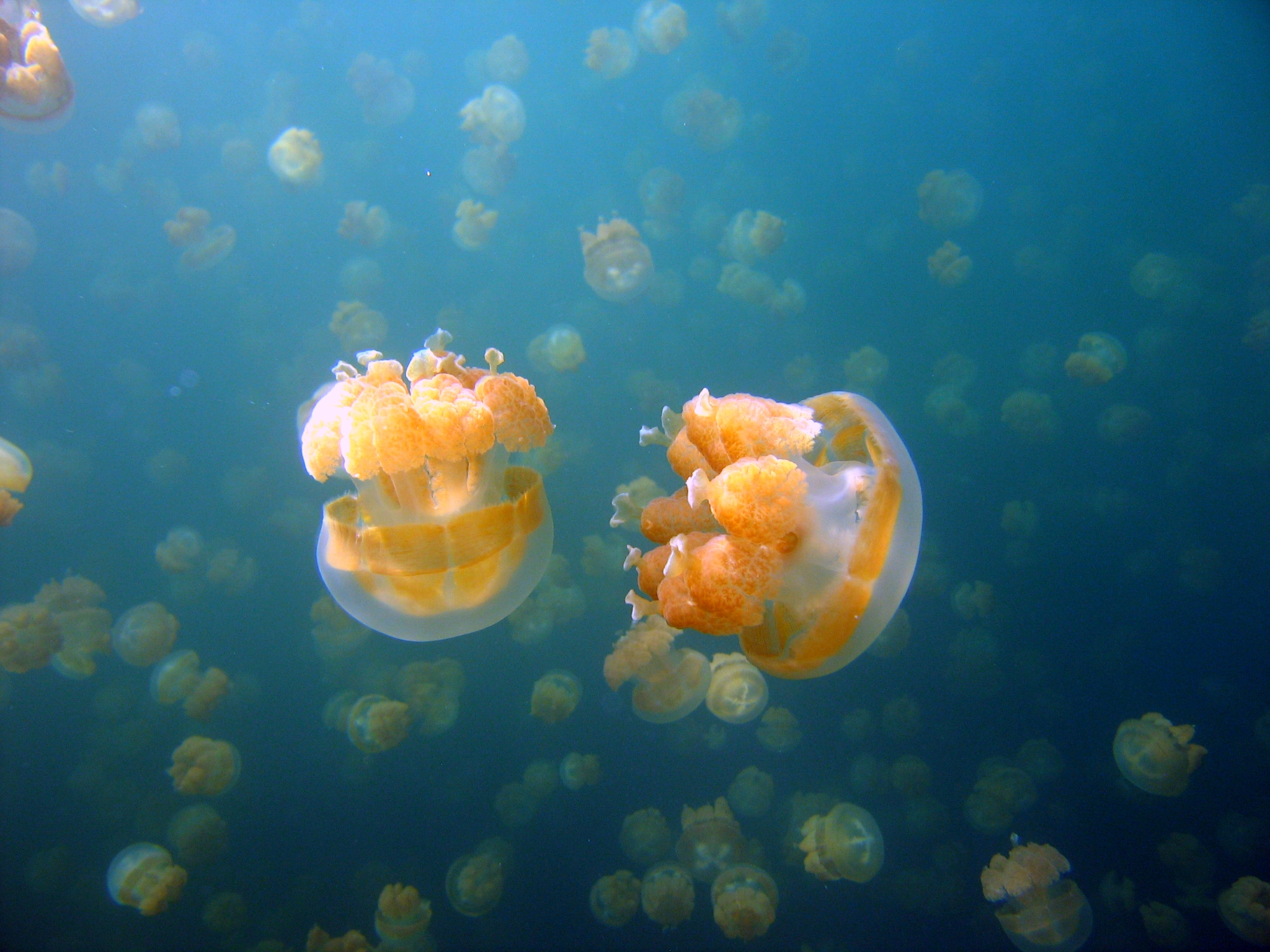
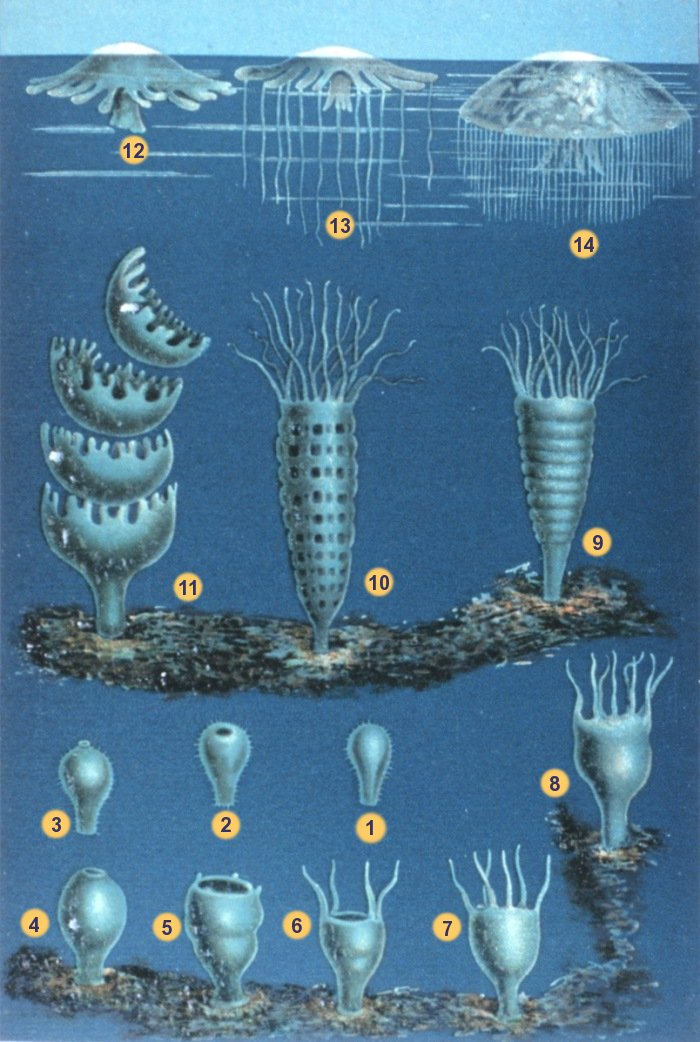